# Мери Бил
Мери Бил (енгл. Mary Beale; Бероу, 26. март 1633 — Лондон, 8. октобар 1699) била је енглеска сликарка портрета. Она је део мале групе женских професионалних уметница које су радиле у Лондону. Бил је постала главни финансијски добављач за своју породицу кроз свој професионални рад – каријеру коју је водила од 1670/71. до 1690-их. Бил је такође писала. Њено прозно дело Дискурс о пријатељству из 1666. представља научан, јединствен женски поглед на ову тему. Њена запажања у рукопису из 1663. године, о материјалима и техникама коришћеним „у њеном сликању кајсија“, иако нису штампана, најранији су познати текст упутства на енглеском који је написала жена сликар.

## Биографија
Мери Бил је рођена у жупном двору Бероу, Сафолк, крајем марта 1633.‍:393 Крстио ју је 26. марта њен отац Џон Крадок у цркви Свих Светих у селу. Њена мајка је била Дороти Брунтон/Бринтон. Осим што је био ректор, Џон Крадок је био и сликар аматер; он је можда научио Мери да слика. Током одрастања у Бароу, Мери је живела близу Бери Ст Едмундса . Група сликара радила је у Бури Ст Едмундсу, укључујући Питера Лелија и Метјуа Снелинга, које је Мери можда упознала у младости. Дороти Кредок је 23. августа 1643. родила сина по имену Џон. Дороти је умрла недуго након рођења, остављајући Мери без мајке са десет година. Током грађанског рата, Џон Кредок је именовао Волтера Кредока, свог даљег рођака, за старатеља Џона и Мери.
Мери Кредок је упознала Чарлса Била (1632-1705), трговца тканинама који је такође био аматерски сликар.Чарлс Бил јој је написао страствено љубавно писмо и песму 25. јула непознате године. Мери Кредок се удала за Чарлса Била 8. марта 1652. Имала је осамнаест година. Њен отац, Џон Кредок, био је тешко болестан у то време и умро је неколико дана након Мериног брака. Пар се у неком тренутку након тога преселио у Волтон на Темзи. Бил је у то време био службеник у државној служби, али је на крају постао Маријин менаџер студија када је постала професионални сликар.‍:390 Отприлике 1660–64. породица се преселила у Албрук, (сада Олбрук), Отерборн, Хемпшир, да би избегла кугу. Током брака, Мери и Чарлс су радили заједно као равноправни и као пословни партнери, што се у то време није често виђало. 18. октобра 1654. сахрањен је њихов први син Вартоломеј, о коме се мало шта зна. Њихов други син је крштен 14. фебруара 1655/6 и такође је добио име Вартоломеј. Њихов трећи син Чарлс рођен је 1660.
Мери Бил је умрла 8. октобра 1699. у доби од шездесет пет година. Њена смрт је погрешно замењена смрћу Мери Бидл, чија је забележена смрт 28. децембра 1697. Не зна се много о њеној смрти, осим да је умрла у кући на Пал Мал- у и да је сахрањена испод трпезе цркве Светог Џејмса на Пикадију 8. октобра 1699. Њена гробница је уништена од непријатељских бомби током Другог светског рата. Споменик посвећен Биловој налази се у цркви.

## Каријера и образовање
Најчешћи начин да научите да сликате у то време било је копирање великих дела и ремек-дела која су била доступна. Питер Лели, који је наследио Ентонија ван Дајка на позицији дворског ликара, био је веома заинтересован за Маријин уметнички напредак, посебно зато што би се бавила сликањем опонашајући неке од његових дела. Мери Бил је почела да ради тако што је сликала услуге за људе које је познавала у замену за мале поклоне или услуге.‍:392 Чарлс Бил је помно бележио све што је Мери урадила као уметница. Водио би белешке о томе како је сликала, које су се пословне трансакције одвијале, ко је долазио у посету и које би похвале добила. Чарлс је током година написао тридесетак бележница, називајући Мери „моје најдраже срце“. Постала је полупрофесионални сликар портрета 1650-их и 1660-их, радећи од свог дома, прво у Ковент Гардену, а касније у Флит Стреету у Лондону. Када је живела у Ковент Гардену, Бил је била блиски сусед уметнице Џоан Карлајл.

### Обука
Мери није добила никакву формалну обуку на академији, није имала везе са еснафом уметника, нити краљевско или дворско покровитељство. Хуманистичко образовање стекла је од свог оца, који је највероватније Мери научио да црта и слика. Током њеног детињства у Сафолку, Мерин отац је био пријатељ са савременим британским уметницима као што су сер Натанијел Бејкон, Роберт Вокер и сер Питер Лели, што је довело до тога да су и Роберт Вокер и Питер Лили били „највероватнији учитељи цртања младе Мери“. О тачном времену када је Мери упознала Лели се расправља и једна теорија каже да су се та два сусрета пре брака са Чарлсом, када је живела у Сафолку. Друга теорија каже да се парови састају 1655. или 1656. године када су се Мери и Чарлс преселили у Конвент Гарден у Лондону и постали Лелијев сусед.
У детаљним документима које чува Чарлс Бил о раду његове супруге, стоји да би Лели повремено посећивао Билов дом да би посматрао како Мери слика и да је похвалио њен рад. Њихово пријатељство довело је до тога да је Лели позајмила Билу и њеној породици неке од својих старих мајсторских слика за копирање. Бил су наручили од Лелија многе портрете себе и својих пријатеља. Савременик Џорџ Верту је приметио да су портрети Марије и њене породице били присутни у њиховој кући у Хинд Корту 1661. године.

### Писана дела
Године 1663. Мери Бил је написала Observations, упутство о сликању кајсија помоћу уља. Дело означава један од најранијих списа о упутствима за сликање уља које је из Енглеске написао уметник оба пола. Никада није објављено самостално у штампи, међутим научници верују да су рукописи дела дистрибуирани. Дело је пронађено у бележници у којој су сакупљени списи Чарлса Била, али га је у потпуности написала Мери, за коју Хелен Дрејпер наводи да је „јединствен пример сарадње мужа и жене у историји техничке литературе о сликарству“.
Мери Бил је такође написала рукопис под називом Discourse on Friendship 1666. као и четири песме 1667.

### Сликарство
Аматерски активан као уметник, Мерин отац, финансирао је њено опште образовање, укључујући курсеве сликања и цртања. Када је Мери почела да слика за новац 1670-их, пажљиво је бирала кога ће сликати и користила похвале свог круга пријатеља да изгради добру репутацију сликара.‍:392 Неки од људи које је насликала били су краљица Хенријета Марија од Француске и Џон Тилотсон, свештеник из цркве Светог Џејмса, блиски пријатељ Мери Бил, која је на крају постала кентерберијски надбискуп. Мерина веза са Тилотсоном, као и њен јак пуритански брак са Чарлсом ишли су у њену корист у изградњи њене добре репутације. Мери Бил је обично наплаћивала пет фунти за слику главе и десет фунти за половину тела за уљане слике. Зарађивала је око двеста фунти годишње и давала десет посто своје зараде у добротворне сврхе. Овај приход је био довољан да издржава своју породицу. Непотребно је рећи да је заиста изванредно да је Мери Бил била одговорна за то што је у то време хранила породицу. До 1681. њени приходи су почели да се смањују.
Године 1681. Мери Бил је узела два ученика, Кири Триоче и господина. Мора, који су радили са њом у студију. Године 1691. Сара Кертис из Јоркшира постала је још једна њена ученица. Сара је имала слично понашање и расположење као Мери.

### Истакнути модели
Угледни англикански свештеник др Џон Тилотсон (1630–1694) био је чест модел госпође Бил. Сликала га је укупно пет пута 1664, 1672, 1677, 1681. и 1687. године. Др Тилотсон је био у сродству са породицом Кромвел јер се оженио нећакињом Оливера Кромвела, Елизабетом 1664. Елизабета је била блиска пријатељица Мери и била је једна од особа које су добиле њено писано дело „Разговор о пријатељству“. Билови су наручили портрет др Тилотсона за себе од сер Питера Лилија 1672.
Ројалистички пуковник Џајлс Стрејнџвејс (1615–1675) био је обожавалац слика Мери Бил и још један важан покровитељ. Стрејнџвејс  се борио за краља Чарлс I Стјуарта током енглеског грађанског рата и такође је учествовао у тајном бекству Чарлса II у изгнанство 1651. године, као и његовом враћању на дужност 1660. године. Стренгвејс је наручио Мери да наслика његов портрет заједно са портретима његове жене, сина и ћерке током 1670-их.
Племић Хенри Кевендиш (1630–1691) био је још један важан модел Мери Бил. Постао је 2. војвода од Њукасла 1676. и он и војвоткиња Франсис рођена Пјерпон били су чести заштитници Марије, од које су наручивали своје портрете 1677. Војвода и војвоткиња су се упознали са Маријиним радом преко Франсисиног оца, велечасног Вилијама Пјерпона (1607–1678) чији је портрет Мери такође насликала око 1670. године. Вилијам Пјерпон је подржавао Оливера Кромвела током енглеског грађанског рата и остао је противник рестаурације монархије Стјуарта.

## Деца
Чарлс и Бартоломеј Бил су у младости помагали у раду у атељеу. Млади Чарлс Бил, трећи син и назван по оцу, показао је велики таленат за сликање и отишао је да учи минијатурно сликарство 5. марта 1677. године. Уживао је у сликању минијатурних скулптура од 1679. до 1688. године, када је почео да му опада вид. Од тада је радио на портретима у пуној величини. Бартоломеј Бил, други син, почео је да се бави сликањем, али се уместо тога окренуо медицини. Године 1680. студирао је у Клер Холу у Кембриџу и дипломирао 1682. Вартоломеј је своју медицинску праксу основао на малом имању у Ковентрију, које је поседовао његов отац.

### Стил
Мери Бил је била сликарка барока. Барокна уметност је стил скулптуре, сликарства, музике и архитектуре који је био истакнут у Европи од раног 17. века до средине 18. века.
Слике Мери Бил се често описују као „снажне" и „мушке“. (Било је уобичајено похвалити жену за њен рад називајући је „мушком“.) Боја њених слика је чиста, слатка, природна, бистра и свежа, иако неки критичари њену боју виде као „тешку и круту“. Због копирања италијанских ремек-дела као праксе, за Мери Бил се каже да је стекла "италијански изглед и стил". Није много њих могло да се такмичи са њеном "бојом, снагом, снагом или животом". Сер Питер Лели се дивио раду Мери Бил, рекавши да је „радила са дивним бојама и била је изузетно марљива“. Други критикују њен рад као слаб израз и завршавају га непријатним бојама и лоше приказаним рукама. Понекад се описује да користе „ограничену палету боја" и да превише блиско имитира рад Лелија. У деценијама након њене смрти, историчар уметности Џорџ Верту хвалио је њен рад рекавши „Госпођа Мери Бил је веома добро сликала уљем“ и „радила је са предивним телом боја“.
Највећа јавна колекција њених дела може се наћи у Moyse's Hall museum, Bury St Edmunds, Сафолк. Самосталне изложбе њених дела организована је у Џефријевом музеју 1975. године, која је следеће године пребачена у Таунер уметничку галерију у Истборну.